# Брежице
Бре́жице (словен. Brežice, нем. Rann) — город и община на востоке Словении. Расположен в округе Посавье на границе с Хорватией. Регион, в котором расположено Брежице, относится к исторической местности Нижняя Штирия. С начала 1990-х годов Брежица является местом отдыха с разнообразными спортивными возможностями, а также основным тренировочным центром сборной Хорватии по футболу.

## История
Восточно-франкский король Людовик II Немецкий (843—876 годы) подарил города Ранн, Петтау и имение Лихтенвальд (Севница) архидиоцезу Зальцбург. Во время второй колонизаторской фазы короли Оттон II и Оттон III подтвердили владения Зальцбурга, которые тот имел с каролингских времён. В 1425 году войско Штирии около Брежице потерпело поражение от турок. В 1479 году город был взят венграми под предводительством короля Матьяша Хуньяди. Год спустя турки были полностью изгнаны из пределов Брежице, были отвоёваны их добыча и пленные. После смерти Матьяша Хуньяди королю Священной Римской Империи Максимилиану I удалось отобрать Брежице и Птуй у венгров.
В 1496 и 1515 годах в Брежице имели место восстания десятков тысяч славянских крестьян, требовавших свои старые права (stara pravda), но правитель Штирии вновь завоевал его. То же самое произошло в 1573 году, но и тут в конечном итоге торжествовало австрийское войско. В XVI веке Брежице, будучи пограничным городом, нередко страдало от турецких набегов. В 1660 году в городе был основан монастырь францисканцев.

## Известные уроженцы
- Желько Ражнатович «Аркан» — сербский военный и политический деятель, основатель и командант Сербской добровольческой гвардии.
- Ребека Дремель — словенская актриса и певица